# Juliana der Nederlanden
Juliana Louise Emma Marie Wilhelmina, Prinses der Nederlanden, Prinses van Oranje-Nassau, hertogin van Mecklenburg, prinses van Lippe-Biesterfeld (Paleis Noordeinde, Den Haag, 30 april 1909 – Paleis Soestdijk, Baarn, 20 maart 2004) was koningin der Nederlanden van 4 september 1948 tot en met 30 april 1980. Juliana was getrouwd met prins Bernhard van Lippe-Biesterfeld (1911–2004), met wie zij vier dochters kreeg, en was enig kind uit het huwelijk van koningin Wilhelmina der Nederlanden (1880–1962) met prins Hendrik van Mecklenburg-Schwerin (1876–1934). Juliana was prinses-regentes, toen haar moeder het koninklijk gezag tijdelijk neerlegde, van 14 oktober 1947 tot 1 december 1947 en van 14 mei 1948 tot 30 augustus 1948.

## Geboorte en doop
Eind 1908 maakte de voorzitter van de ministerraad Theo Heemskerk bekend dat koningin Wilhelmina in verwachting was. De orangisten waren behoorlijk opgelucht, aangezien haar in 1901 gesloten huwelijk nog steeds kinderloos was. Na een miskraam van Wilhelmina in 1901, gevolgd door een levensbedreigende ziekte in 1902 met opnieuw een miskraam en een derde in 1906, bestond er grote vrees dat er geen troonopvolger zou komen. In dat geval zou de troon overgaan naar de nakomelingen van Wilhelmina's tante, prinses Sophie. De meest genoemde naam was die van Willem Ernst van Saksen-Weimar-Eisenach, een zoon van een volle neef van Wilhelmina.
In de tweede helft van april 1909 waren er meer dan eens valse geruchten dat het kind geboren was, aangezien de baby medio april al verwacht werd. Uiteindelijk was de geboorte op 30 april in Paleis Noordeinde in Den Haag. De melding aan de media werd in plechtig Frans gedaan door een jonkheer. De volgende dag deed de vader in Paleis Noordeinde de aangifte voor de burgerlijke stand.
Na enkele weken werden de namen van het prinsesje openbaar gemaakt:
- Juliana, vernoemd naar Juliana van Stolberg, de moeder van Willem van Oranje
- Louise, naar Louise de Coligny, de echtgenote van Willem van Oranje[1]
- Emma, naar koningin Emma, grootmoeder van moederskant
- Marie, naar Marie van Schwarzburg-Rudolstadt, grootmoeder van vaderskant
- Wilhelmina, naar de moeder

De officiële roepnaam werd Juliana, terwijl haar moeder haar vaak junior noemde, en haar informele roepnaam was Jula.
Op 5 juni 1909 werd prinses Juliana gedoopt in de Haagse Willemskerk. Voorafgaand botste de koets van koningin-moeder Emma op die van de ouders met de kleine Juliana. Juliana droeg de doopjurk die haar moeder had gedragen bij haar eigen doop. De plechtigheid werd geleid door waarnemend-hofpredikant Jan Hendrik Gerretsen. Hij preekte over Lucas 7:15 "En Hij gaf hem zijne moeder". Sommige aanwezigen waren gechoqueerd, anderen, zoals minister van Koloniën Alexander Willem Frederik Idenburg vonden de preek juist briljant, artistiek en origineel. De oorzaak van de opwinding was de zinsnede: "Wij gaan onze prinses begraven". Gerretsen doelde op het begraven van het aardse leven, het afleggen van de oude mens al in dit leven. Dit gebeurt symbolisch bij de doop. Hij zei dit alles tegen de achtergrond van zijn tekstkeus: "De opwekking van de jongeling te Nain".
De slotzang van de kerkdienst was Psalm 105:24, met de beginregels: "Die gunst heeft God Zijn volk bewezen, opdat het altoos Hem zou vrezen". Haar acht doopouders waren de grootmoeders Emma van Waldeck-Pyrmont, Marie van Schwarzburg-Rudolstadt, overgrootmoeder prinses Mathilde von Schwarzburg-Rudolstadt, prinses Marie van Oranje-Nassau, prinses Louise Marie Elisabeth van Pruisen, oudtante vorstin Elisabeth van Waldeck-Pyrmont en haar ooms hertog Johan Albrecht van Mecklenburg-Schwerin en hertog Adolf Frederik van Mecklenburg-Schwerin.

## Jeugd en opleiding
Haar moeder trachtte Juliana een iets minder afgeschermde opvoeding te geven dan die van haar zelf. Zij doorliep tot in 1919 vier jaar lang de lagere school in het paleis, in een klasje met enkele dochters uit zorgvuldig uitgezochte families. Deze meisjes waren de freules Miek de Jonge, Elise Bentinck en Elisabeth van Hardenbroek. Daarna kreeg zij privéonderwijs, opgesteld door de pedagoog J.B. Gunning. Koningin Wilhelmina vond het wat de leerstof betreft van groot belang dat Juliana op haar achttiende jaar voldoende zou zijn toegerust om het koningschap zo nodig direct te kunnen overnemen. Het leerplan bevatte de normale lesstof, aangevuld met onder andere schilderen, viool- en zangles, maar ook met vakken die voor haar als toekomstig staatshoofd belangrijk werden geacht, zoals Indische land- en volkenkunde. Er was geen formeel examen en het leerplan voldeed daarom niet aan de eisen voor toegang tot een universiteit. Tot haar docenten behoorden de historicus Nicolas Japikse en de Indiëkenner Johan van Eerde.
In 1921 richtte Juliana de 'Tijdelijke Toneelvereeniging Achmajeem' op. De naam was samengesteld uit de voorletters van de negen leden, allen vrouwelijk. Er werd wekelijks gerepeteerd. De stukken die opgevoerd werden waren zelf geschreven, met titels als 'De boerin op de Kostschool' en 'De Gouden Pantoffel', maar er werd ook teruggevallen op bekende werken als 'De prinses op de erwt' van Hans Christian Andersen. Gespeeld werd er voor familie en andere bekenden.
In 1922 werd de erfopvolging gewijzigd, waarbij werd geregeld dat Juliana de enige opvolger van haar moeder werd. Vanaf haar achttiende verjaardag kreeg Juliana een jaarlijkse staatstoelage van 200 000 gulden en de beschikking over Paleis Kneuterdijk. Zij bleef echter bij haar moeder inwonen.
Het was Juliana's eigen wens om na het beëindigen van haar middelbare school verder te studeren. Ze verhuisde naar de villa In 't Waerle in Katwijk om ondanks het ontbreken van het juiste schooldiploma een verkorte studie te volgen aan de Rijksuniversiteit Leiden, die geheel werd toegespitst op de taak die haar wachtte. Zij was daarmee de eerste Oranjetelg die aan een universiteit ging studeren. Juliana's verblijf op de universiteit was er een van 'op voet van onderlinge gelijkheid' en zij liet zich – ook naar wens van haar ouders – om die reden door haar medestudenten tutoyeren en aldus aanspreken met Jula.
In september 1927 schreef zij zich er in als studente bij de studierichting rechten, maar had een 'vrij' studieprogramma. Tot de colleges die zij volgde, behoorden die van oudvaderlands recht, adatrecht van Nederlands-Indië, fenomenologie van de religie, sinologie, slavistiek, Germaanse mythologie, Frans en Nederlands. Juliana werd lid van de Vereniging van Vrouwelijke Studenten te Leiden (VVSL), waar ze ontgroend werd. Haar jaarclub, met veertien andere studentes, heette de zestigpoot, naar de vijftien leden en hun vier ledematen. Een van hen was Kiekie Leenmans, die later bekendheid zou verwerven als de dichteres M. Vasalis. Samen herschreven ze het sprookje over Blauwbaard tot een nieuw toneelstuk. De jaarclub zou na haar studie in Leiden nog regelmatig bijeenkomen, vaak op uitnodiging van Juliana en meestal in haar paleis te Baarn. Juliana zou in eerste instantie een jaar in Leiden gaan studeren, maar haar verblijf werd eerst met een vol jaar en daarna met nog enkele maanden verlengd. Op die manier kon ze nog net het dertigjarig bestaan van VVSL bijwonen.
Een honderddertigtal studenten schreef als eerstejaars een jaarlied en dat van Juliana werd als beste gekozen. Alle liedjes waren onder een pseudoniem ingediend, dat van Juliana was Nofrititi. Het lied werd gezongen op de wijs van het kroningslied uit 1898, het jaar waarin haar moeder ingehuldigd werd als koningin.
Juliana mocht geen examens afleggen, maar als 'toehoorster' wel mondelinge tentamens doen. Een daarvan werd afgenomen door de dichter en hoogleraar Nederlandse letterkunde Albert Verwey. Zij deed er drie, om op 31 januari 1930 de studie af te sluiten met een eredoctoraat, waarvoor geen formele vooropleiding vereist is. De humanist en cultuurhistoricus Johan Huizinga fungeerde voor het eredoctoraat als haar promotor.
Op 12 juni 1927 werd Juliana 'aangenomen en bevestigd' als lidmaat van de Nederlandse Hervormde Kerk. Voor de plechtigheid had haar moeder de Julianakerk in het Haagse Transvaalkwartier uitgekozen.
In 1931 werd Bonne de Jonge gouverneur-generaal van Nederlands-Indië. Hij was de vader van een vriendin van Juliana en stelde nog voor zijn vertrek naar Batavia aan de toenmalige voorzitter van de ministerraad Charles Ruijs de Beerenbrouck voor dat Juliana Nederlands-Indië zou bezoeken. Hij wilde daarmee bewerkstelligen dat er voor het eerst een Oranjevorst op de troon zou komen die in Indië was geweest. Hij stelde wel uit praktische overwegingen als voorwaarde dat de persoonlijke begeleiding vanuit Nederland minimaal zou zijn. Ruijs de Beerenbrouck ging onmiddellijk akkoord, maar Wilhelmina hield de plannen tegen. Zij was bang dat Juliana er een ziekte zou oplopen en vond ook dat het land te ver weg lag. Juliana zou uiteindelijk pas na haar abdicatie als koningin de inmiddels voormalige kolonie voor het eerst te zien krijgen.
Haar vader, die hartpatiënt was, stierf in 1934 op 58-jarige leeftijd. Juliana zag af van zijn erfenis omdat de schulden hoger waren dan de baten. Wel nam zij zijn voorzitterschap van het Nederlandse Rode Kruis over. Haar vader liet haar ook een buitenechtelijk verwekte halfbroer na, Pim Lier (1918–2015).

## Zoektocht huwelijkskandidaat
Om de troonopvolging veilig te stellen moest er een echtgenoot voor Juliana gevonden worden. Een kandidaat diende protestant, buitenlander, ebenbürtig te zijn en deel uit te maken van een vorstenhuis dat minimaal tot 1918 had geregeerd. Bij de zoektocht maakte Wilhelmina gebruik van de Almanach de Gotha. Ook de in Londen wonende prinses Alice van Albany, een volle nicht van Wilhelmina, hielp mee. Zij probeerde in de Britse hoofdstad Juliana via bals aan een geschikte huwelijkspartner te helpen, maar Juliana moest het bezoek na het overlijden van haar vader plotseling afbreken. Later dat jaar was ze terug om prins Karel van Zweden te ontmoeten tijdens een gearrangeerd samenzijn. Minister De Graeff van Buitenlandse Zaken schreef er aan de Nederlandse gezant in Berlijn het volgende over: "Prinses afschuwelijk gekleed. Openlijke ruzie en heftige woordenwisseling hierover met pr. Alice die haar handen van HKH wil aftrekken. Prinses komt overal te laat (...), houding en uiterlijk optreden beneden peil enz. enz.(...) Prins Karl kijkt HKH aan, zo werd gemeld, alsof hij een lepel wonderolie moet slikken." "Is u het met me eens dat kennismaking met Duitse prinsen thans ongewenst is?", vroeg Wilhelmina vervolgens aan haar raadgevers. Het antwoord was genadeloos: "Beggars are no choosers".

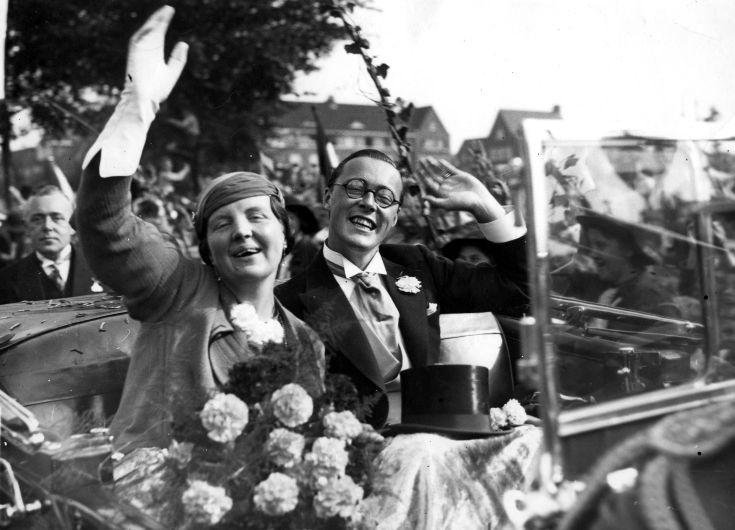
Op 17 september 1936, negen dagen na de bekendmaking van hun verloving, bezochten Juliana en Bernhard Amsterdam

Uiteindelijk liet de uit verarmde adel afkomstige Duitse prins Bernhard zur Lippe-Biesterfeld op eigen initiatief zijn interesse blijken. Juliana ontmoette hem voor het eerst op 11 februari 1936 in Igls. Bernhard was ernaartoe gegaan om haar het hof te maken. Nadien ontmoetten ze elkaar met Pasen en Pinksteren in Paleis Het Loo. De volgende ontmoeting was op 11 juli in Apeldoorn waar Bernhard haar – vergeefs – ten huwelijk vroeg. Juliana gaf als reden voor haar afwijzing dat ze elkaar nog te kort kenden, maar ze toonde wel interesse en al een maand later werd een ontmoeting in Zwitserland belegd om het huwelijkscontract te bespreken. Juliana hield van Bernhard en Wilhelmina gunde haar een huwelijk uit liefde. Gezien Juliana's relatief gevorderde leeftijd – zij was inmiddels 27 jaar – en omdat ze voor veel andere kandidaten geen aantrekkelijke partij was liet de situatie volgens Wilhelmina niet veel keus. De zoektocht had verder al bijna zeven jaar geduurd en Juliana's zelfvertrouwen aangetast. Op 15 augustus, pal na de succesvolle onderhandelingen, ging Juliana in het Alpenland akkoord met een verloving. Juliana en Bernhard hadden elkaar toen zo'n veertien dagen gezien, verdeeld over vijf ontmoetingen.
De verloving werd vooralsnog geheim gehouden. Afgesproken werd dat Bernhard eerst naar Nederland zou komen om drie maanden lang de Nederlandse taal te leren en de cultuur te leren kennen. Juliana en Bernhard zouden dan volop de gelegenheid krijgen nader met elkaar kennis te maken. Als het stel dan nog steeds bij elkaar wilde blijven, zou de verbintenis eind dat jaar wereldkundig worden gemaakt. Diverse Nederlandse dagbladen schreven echter op 20 augustus over een zekere Duitsche prins von Schaumburg-Lippe, die deel uitmaakte van haar gezelschap. Er stond een foto bij van Juliana in gezelschap van meerdere personen, onder wie Bernhard. In het fotobijschrift werd echter niemand specifiek met naam genoemd. Wilhelmina voelde zich gedwongen de aankondiging van de verloving flink te vervroegen en op 8 september 1936 volgde de bekendmaking. De verloving leidde in het door een economische crisis beheerste Nederland tot een golf van vreugde.

## Huwelijk

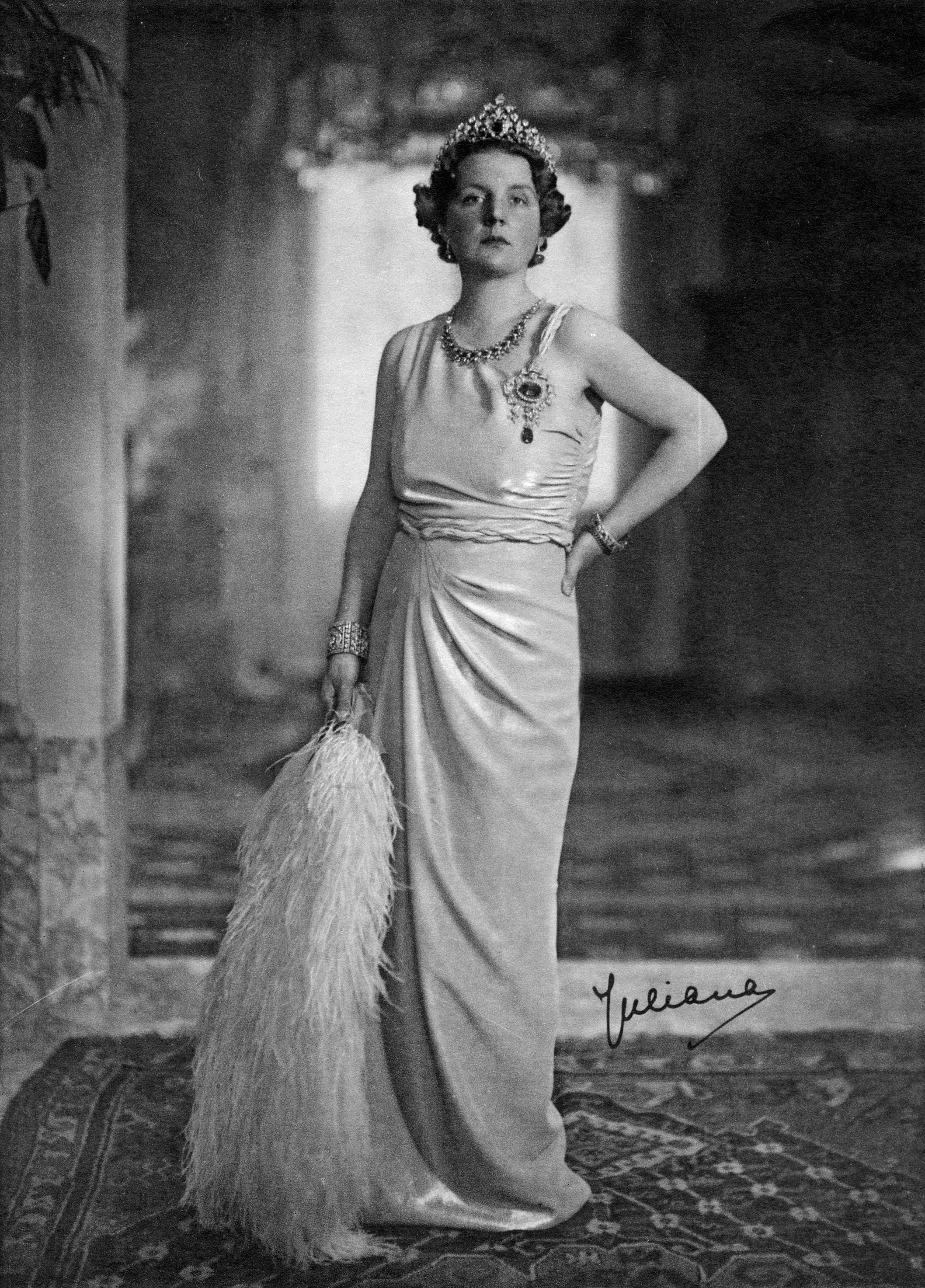
Staatsieportret van prinses Juliana, 1937

Op 7 januari 1937 trouwde Juliana met Bernhard in Den Haag. De kerkelijke bevestiging was in de Grote of Sint-Jacobskerk en werd gedaan door hofprediker Herman Theodorus Obbink. Juliana's getuigen waren de voormalige dame du palais honoraire jonkvrouw Louise van de Poll, haar oom Adolf van Mecklenburg-Schwerin, Johan Huizinga en de vicepresident van de Raad van State Frans Beelaerts van Blokland. Het burgerlijk huwelijk werd gesloten door burgemeester De Monchy. Alle kinderen in het lager en voortgezet onderwijs kregen op die dag een rijmprent cadeau met een gedicht van P.C. Boutens en een tekening van André van der Vossen: Een nieuwe lente op Hollands erf. 
Het paar vestigde zich in Paleis Soestdijk. Bernhards komst in Juliana's leven betekende in allerlei opzichten een keerpunt voor haar. Hij zorgde ervoor dat Juliana radicaal brak met de kleinburgerlijke levensstijl waarin zij was opgevoed. Beginnend met hun huwelijksreis naar onder meer Krynica-Zdrój (in Hotel Patria van de Poolse operazanger Jan Kiepura) en Zakopane in Polen, nam Bernhard Juliana voor het eerst mee naar de grote steden van Europa. Bernhards "tante" (vriendin van zijn moeder) en beschermvrouwe Allene Tew, een schatrijke Amerikaanse, liet haar kennismaken met de moderne mode en stijl van opmaken; ofwel het leven in de wereld buiten het minder mondaine en enigszins stijve achtergebleven Nederland. Bovendien liet Tew Juliana een tiental kilo's afvallen. Bernhard zorgde voor een niet aflatende stroom jetset-vrienden en -vriendinnen uit heel Europa die bij het jonge paar kwamen logeren, feesten en jagen.

## Kinderen
Juliana en Bernhard kregen vier dochters:
| Naam                               | Leven                               | Huwelijk                                 |
| ---------------------------------- | ----------------------------------- | ---------------------------------------- |
| prinses Beatrix Wilhelmina Armgard | 31 januari 1938 - heden             | Claus van Amsberg (1926–2002)            |
| prinses Irene Emma Elisabeth       | 5 augustus 1939 - heden             | Carel Hugo van Bourbon-Parma (1930–2010) |
| prinses Margriet Francisca         | 19 januari 1943 - heden             | Pieter van Vollenhoven (1939)            |
| prinses Maria Christina            | 18 februari 1947 - 16 augustus 2019 | Jorge Guillermo (1946)                   |

Gedurende acht jaar na de geboorte van Beatrix werden de kinderen vooral opgevoed door gouvernante Sophia Feith.
Volgens de toenmalige Nederlandse wetgeving had een zoon bij de troonopvolging voorrang op een dochter. Pas toen Juliana geen andere kinderen meer kreeg wist Nederland dat de uiteindelijke troonopvolger een meisje zou zijn.

## De bezettingsjaren
Op 10 mei 1940 vond de invasie van Nederland door nazi-Duitsland plaats. Twee dagen later vluchtte Juliana met haar gezin per boot naar Engeland. Toen Duitsland ook Engeland dreigde binnen te vallen, vertrok zij met haar dochters op 2 juni over zee naar Canada. Bernhard bleef achter bij Wilhelmina en kwam uiteindelijk zes keer over. Over haar vlucht schreef Juliana aan een vriendin: "Ik vind het zo heerlijk dat we Hitler verlakt hebben en ontvlucht zijn".
In 1943 werd haar derde kind Margriet geboren in een ziekenhuis te Ottawa. In november dat jaar bezocht zij Suriname. Juliana bezocht minstens acht keer de Amerikaanse president Franklin Delano Roosevelt en zijn echtgenote en hield zestig toespraken over de strijd tegen het Duitsland van Adolf Hitler, de zogenoemde "pep talks". Roosevelt was hiermee zeer ingenomen, omdat het hem rugsteunde bij zijn streven het Amerikaanse congres te winnen voor Amerikaanse interventie in Europa om de invloed van Hitler tot staan te brengen. Het Nederlands bataljon in Stratford werd door haar zes keer met een bezoek vereerd. Van Amerikaanse universiteiten ontving zij drie eredoctoraten.
In 1943 bezocht zij het eiland Sint-Maarten en verrichtte de officiële opening van het plaatselijke vliegveld dat naar haar vernoemd werd, het Princess Juliana International Airport. Na de geallieerde invasie in Normandië en de eerste successen daarna was de verwachting dat de oorlog snel afgelopen zou zijn en begin september keerde Juliana op verzoek van haar moeder alvast terug naar Londen. De Duitsers wilden zich echter nog niet gewonnen geven en in januari 1945 vertrok zij weer naar Canada. Vlak na het einde van de oorlog in Europa keerde zij met haar dochters op 2 augustus via Engeland terug naar Nederland. Deze keer werd er gevlogen en op vliegveld Teuge in Gelderland werd voor het eerst voet op Nederlandse bodem gezet.
Op persoonlijk vlak zorgden de 'Canadese' jaren van zelfstandigheid – met haar moeder en echtgenoot tijdens de oorlog in Engeland – ervoor, dat Juliana opbloeide. Vóór 1940 was ze altijd als een klein meisje geweest dat erg aan haar moeder en echtgenoot hing. Bernhard zou in later jaren geregeld opmerken dat Juliana toen ze uit Canada terugkeerde veel meer een zelfstandige vrouw was geworden: een ervaren moeder, een vrouw die stevig in haar schoenen stond en op eigen benen durfde te staan en vooral onder de schaduw van haar moeder vandaan was gekomen.

## Regent- en koningschap

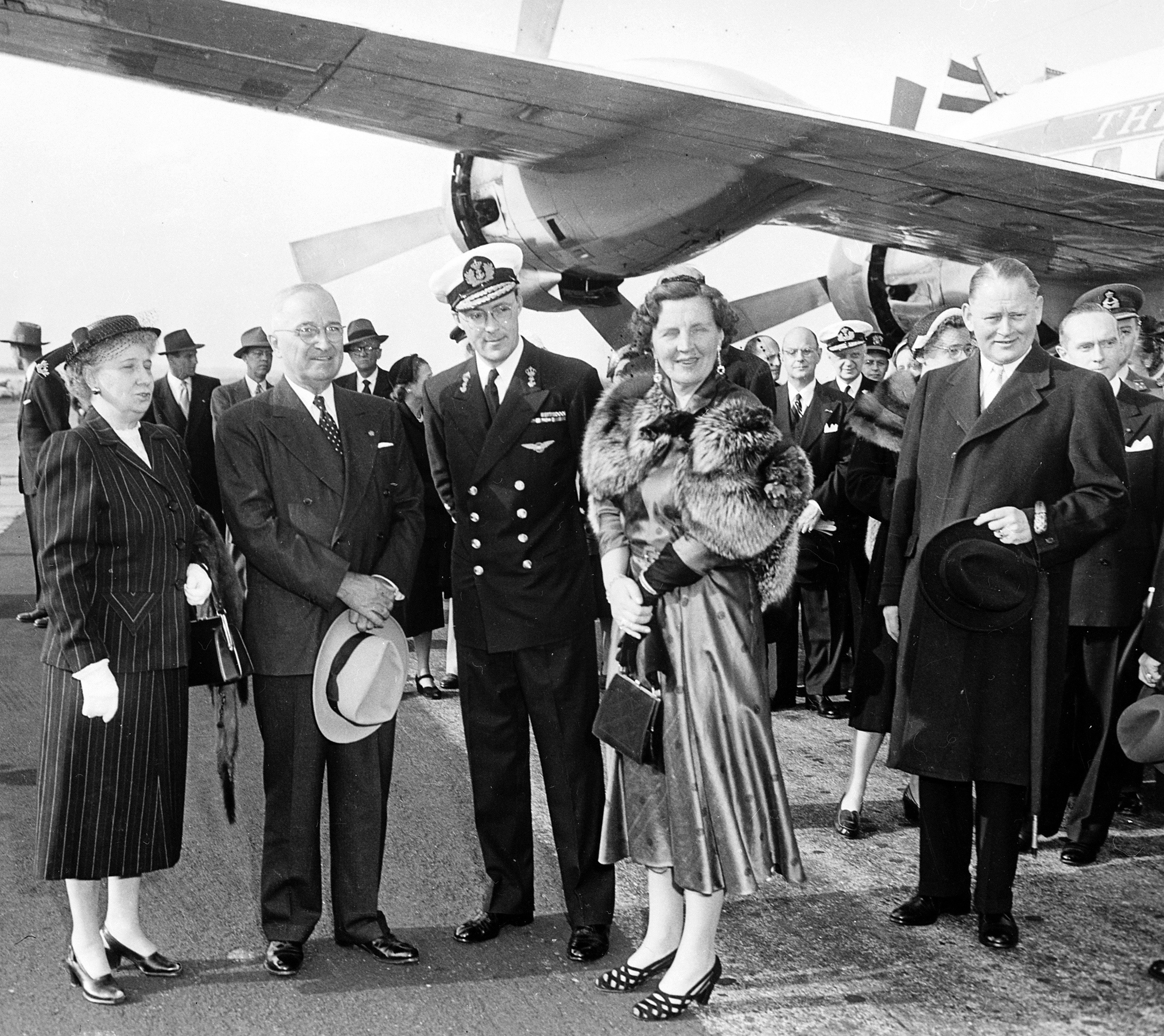
Ontvangst door de Trumans bij het bezoek aan de VS in april 1952.

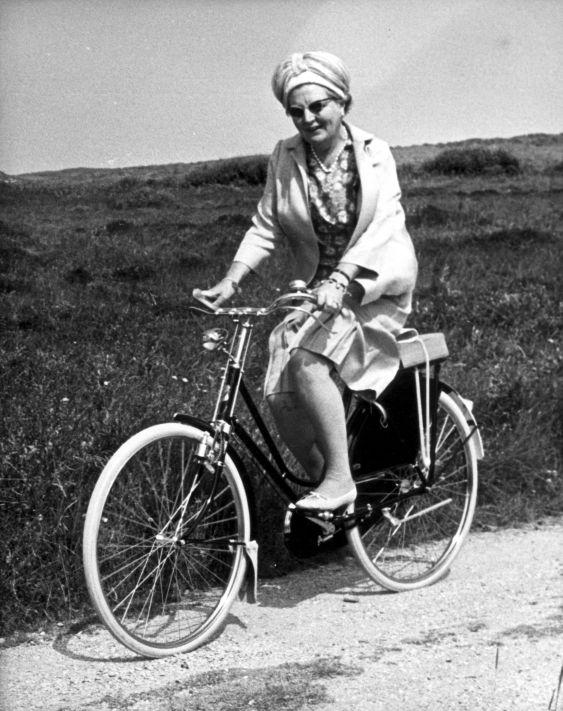
Juliana in 1967 fietsend op Terschelling, de "fietsende monarchie".

Juliana oefende haar eerste politieke daden uit als prinses-regentes voor haar moeder, toen deze tijdelijk het Koninklijk Gezag had neergelegd (van 14 oktober 1947 tot 1 december 1947 en van 14 mei 1948 tot 30 augustus 1948). Zij was toen betrokken bij haar eerste kabinetsformatie. Nadat Juliana de troon van haar moeder had overgenomen, bleek zij een geheel andere stijl dan haar moeder te hebben. Juliana had er geen bezwaar tegen als zij in plaats van met majesteit aangesproken werd met mevrouw, het had zelfs haar voorkeur. Juliana's lossere stijl verkleinde de afstand tussen koningshuis en volk. Mede hierdoor bleef zij tot haar dood zeer populair. Onder Beatrix werd de stijl weer monarchaler. Juliana bleef op Paleis Soestdijk wonen, maar ook Huis ten Bosch in Den Haag was voor haar als woonpaleis ingericht. Zij zou er echter heel zelden de nacht doorbrengen.
Toen in 1949 premier Malan van Zuid-Afrika Nederland bezocht, werd hij met alle egards in Den Haag ontvangen door het kabinet-Drees-Van Schaik. Juliana ontving hem ook, op Paleis Soestdijk, maar zij gaf hem te verstaan dat zij geen tegenbezoek aan zijn land zou kunnen brengen zolang apartheid daar officiële politiek zou zijn. Zij was in deze haar tijd ver vooruit. Prins Bernhard had geen gewetensbezwaren. Hij zou Zuid-Afrika verschillende keren privé bezoeken, bijvoorbeeld om er te jagen.
Op 27 december 1949 ondertekende Juliana in het Paleis op de Dam in Amsterdam het verdrag waarmee driekwart van de landoppervlakte van Nederlands-Indië onafhankelijk werd verklaard. In 1964 werd ook het overgebleven deel, Nederlands-Nieuw-Guinea, aan Indonesië afgestaan. Van 1949 tot 1956 was Juliana "Hoofd van de Nederlands-Indonesische Unie", een soort Gemenebest, bestaande uit Nederland, Nederlandse Antillen, Suriname, Nederlands-Nieuw-Guinea en het afgestane deel van Nederlands-Indië. Op 25 november 1975 scheidde ook Suriname zich af van het koninkrijk. In 2005 erkende de Nederlandse regering dat Nederlands-Indië feitelijk al op 17 augustus 1945 onafhankelijk was geworden.
Na de Tweede Wereldoorlog was de doodstraf in Nederland heringevoerd. In totaal werden er in Nederland 39 ter dood veroordeelden daadwerkelijk geëxecuteerd, waarvan 18 tijdens de regeerperiode van koningin Juliana. Koningin Juliana had grote gewetensbezwaren tegen de doodstraf en weigerde onder meer het doodvonnis van de oorlogsmisdadiger Willy Lages te ondertekenen. Zijn doodvonnis werd omgezet in een levenslange gevangenisstraf. Ook bij de andere drie van Breda werd het doodvonnis niet uitgevoerd. De laatste maal dat de doodstraf in Nederland werd voltrokken was op 21 maart 1952, toen de oorlogsmisdadigers Wilhelm Artur Albrecht en Andries Pieters werden geëxecuteerd.
In 1952 ontving Juliana een eredoctoraat van de Columbia-universiteit van New York. Bij de Watersnoodramp van 1953 vielen op 1 februari in drie landen ruim 2500 doden, waarvan meer dan 1800 in de Nederlandse provincie Zeeland en op de Zuid-Hollandse eilanden. Juliana was snel ter plaatse, geschoeid met kaplaarzen, om de getroffen Nederlandse bevolking te troosten en moed in te spreken.
In 1964 ontving zij een eredoctoraat aan de Rijksuniversiteit Groningen voor haar inzet gedurende vele jaren op maatschappelijk terrein.
Op haar verjaardag, een nationale feestdag, trok het volk – op uitnodiging – in optocht langs het bordes van Paleis Soestdijk. Juliana stond hen met haar voltallige familie op te wachten. Alle deelnemers aan het defilé kregen de gelegenheid bloemen op de trappen van het paleis neer te leggen. Ook werden cadeaus overhandigd. Deze bloemendefilés waren bij het volk immens populair.
Op 11 juli 1967 brachten Juliana en Bernhard een bezoek aan het waddeneiland Terschelling. In het natuurreservaat de Boschplaat maakten ze een fietstocht. Het versterkte aanzienlijk het beeld dat Juliana "zo gewoon" was. De foto van een fietsende koningin haalde alle Nederlandse kranten en gaf haar regeerperiode gekscherend de bijnaam 'fietsende monarchie'.
Juliana had in de 32 jaar dat zij koningin was te maken met tien premiers. Onder Piet de Jong werd op diens verzoek het wekelijkse spreekuur tussen staatshoofd en minister-president ingesteld. Zij bleek zeer geïnteresseerd in maatschappelijke vraagstukken, meer dan in financieel-economische en defensiekwesties. In een televisie-interview dat zij zes jaar na haar aftreden gaf, bekende Juliana dat mocht zij in een burgergezin geboren zijn waarschijnlijk maatschappelijk werk was gaan doen.

## Crises

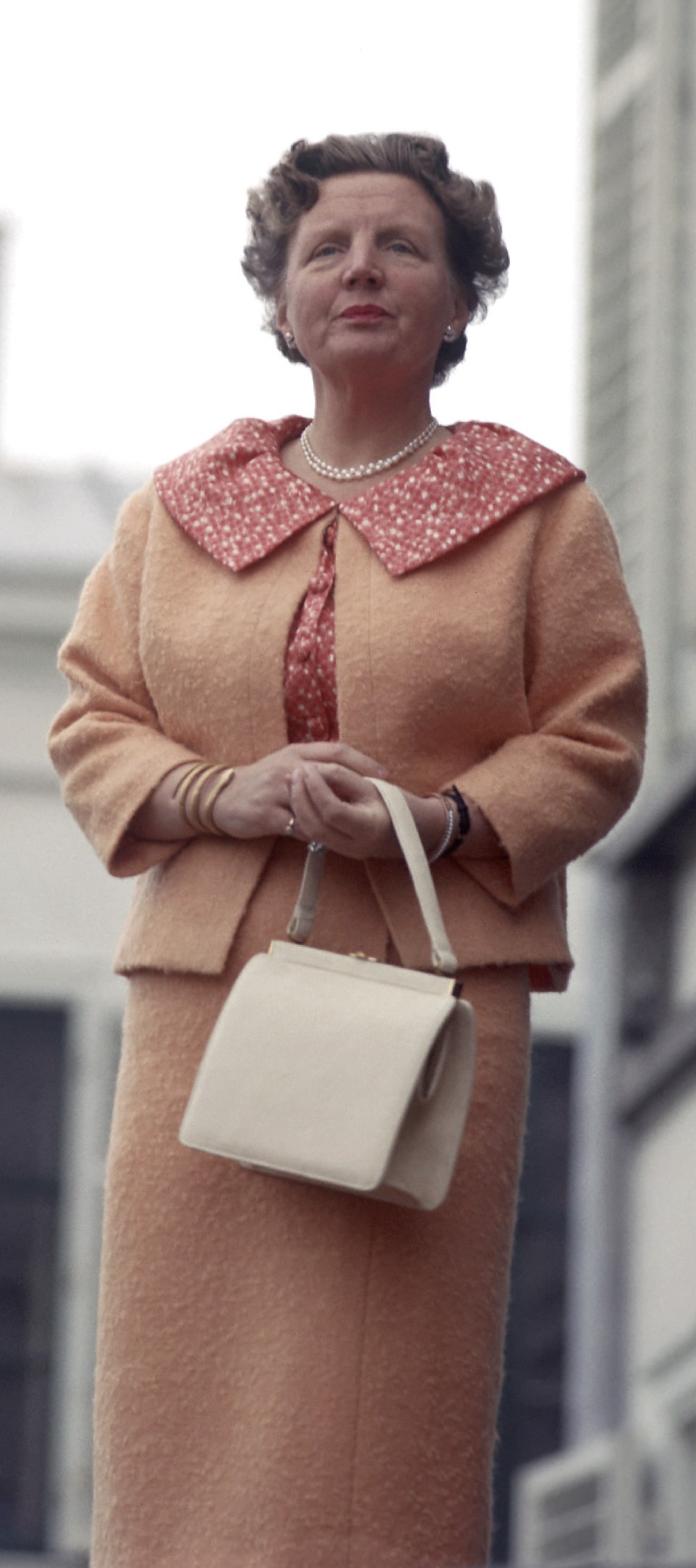
Koningin Juliana op haar 50ste verjaardag tijdens het bloemendefilé op Koninginnedag 1959

Tijdens haar koningschap deden zich enkele politieke crises voor, zoals de affaire in 1956 rond de gebedsgenezeres Greet Hofmans, die te veel invloed zou uitoefenen op Juliana. Bernhard had haar hulp gevraagd in een uiterste poging uitkomst te vinden voor Marijke, hun jongste dochter, die aan een oog blind en aan het andere met staar was geboren, omdat Juliana tijdens haar zwangerschap rodehond had opgelopen. Doktoren vreesden dat Marijke ook aan het andere oog blind zou worden. Hofmans nam na enige tijd haar intrek in Paleis Soestdijk. Juliana begon openlijk te spreken over pacifistische idealen. Zij deed dit onder meer in een zelfgeschreven toespraak in het Amerikaanse Huis van Afgevaardigden. De overtuiging was dat Hofmans daarop van grote invloed was geweest. Juliana's woorden wekten bevreemding bij de NAVO-bondgenoten. Ook prins Bernhard verschilde hierover sterk van mening met zijn vrouw. Het Westen was immers onder aanvoering van de Verenigde Staten verwikkeld in de Koude Oorlog met het Oostblok. Thuis begonnen volgelingen van Hofmans belangrijke functies in de hofhouding over te nemen. Een en ander verwerd tot een crisis die het huwelijk van Juliana en Bernhard zwaar onder druk zette. Juliana wilde op een gegeven moment zelfs een echtscheiding. Ook het paleispersoneel was in twee kampen verdeeld. Bernhard bracht de problematiek in de openbaarheid door via een bevriende journalist een artikel in het West-Duitse weekblad Der Spiegel te laten publiceren. Het kabinet verbood de verkoop van de uitgave in Nederland, maar het kwaad was al geschied. Op initiatief van Juliana en Bernhard werd een commissie van wijze mannen – de commissie-Beel – ingesteld, die deze verwikkelingen tot een einde bracht. Greet Hofmans verdween voorgoed uit het paleis, het huwelijk hield stand en Juliana bleef koningin.
Rond prinses Irene brak een andere crisis uit, nadat zij zich in 1964 verloofde met prins Carlos Hugo van Bourbon-Parma, die aanspraak maakte op de Spaanse troon. Om die reden zou Irene voor haar voorgenomen huwelijk geen parlementaire goedkeuring krijgen. Ze zag er daarom van af om die toestemming aan te vragen en verloor daarmee haar plaats in de lijn van Nederlandse troonopvolgers. Om met Carlos Hugo te kunnen trouwen bekeerde Irene zich tot het rooms-katholieke geloof. Haar ouders en zussen waren niet aanwezig bij het huwelijk, evenmin kwam er iemand van het kabinet opdagen.
In het voorjaar van 1975 was er een plan van Zuid-Molukkers om Juliana te gijzelen. Door een tip kon dit verijdeld worden, waarna een deel van de beramers veroordeeld werd tot een celstraf van vijf jaar.
Bernhard raakte in 1976 betrokken in een omkoopschandaal (de Lockheed-affaire). Een door de regering ingestelde onderzoekscommissie concludeerde dat door de Amerikaanse vliegtuigbouwer Lockheed in de jaren 1960–1962 een bedrag van 1,1 miljoen US-dollar aan smeergeld was overgemaakt die bestemd was voor de prins. Ook kwam aan het licht dat hij Lockheed in 1974 om een tweede miljoenenbedrag aan smeergeld had gevraagd. Een monarchale crisis werd door de regering afgewend door geen verzoek in te dienen voor een strafrechtelijk onderzoek. Om alsnog het rechtsgevoel te bevredigen werd Bernhard opgedragen al zijn functies in de Nederlandse krijgsmacht en die in het bedrijfsleven per direct neer te leggen. Tevens werd hem ten sterkste ontraden nog langer een militair uniform te dragen. Minister-president Joop den Uyl hield voor de buitenwereld verborgen dat hij ook door het concurrerende vliegtuigbedrijf Northrop was omgekocht, voor een bedrag van 750.000 US-dollar. Was ook deze affaire bekendgemaakt, dan was een strafrechtelijk onderzoek waarschijnlijk niet meer te voorkomen geweest.

## Vrouwengezelschap Gooische en Stichtse Schonen
Juliana was sinds september 1948 lid van het eerder dat jaar opgerichte en ongeveer twintig leden tellende vrouwengezelschap Gooische en Stichtse Schonen (GSS). Het gezelschap van vriendinnen kwam in het begin elke drie weken bij elkaar en later elke donderdagmiddag. Er werd gepraat over literatuur, er werden lezingen gegeven en er waren excursies, filmavonden en muziekmiddagen. Tot de onderwerpen behoorden onder meer zwakzinnigenzorg, de psychologie van de hedendaagse vrouw, alsook kerstgebruiken, kantklossen en bloembollen. Juliana gaf ook zelf soms lezingen, over haar Antillenreis in 1983, vliegende schotels en over de Russische presidentsvrouw Raisa Gorbatsjov en de positie van vrouwen in de toenmalige Sovjet-Unie. Het gezelschap bestond 51 jaar en kwam op 21 oktober 1999 voor de 823ste en laatste keer bij elkaar.

## Vermogen en inkomen
Juliana genoot vanaf haar achttiende een jaarlijks staatsinkomen van 200 000 gulden. In het interbellum deed Juliana in tijden van tegenspoed meerdere keren vrijwillig afstand van een tiende deel van het grondwettelijk inkomen dat vervolgens voor de Staat der Nederlanden behouden bleef. De eerste keer was in 1927. Volgens oud-hoofd van het Koninklijk Huisarchief Bernard Woelderink had zij vooraf aan haar achttiende verjaardag nauwelijks eigen vermogen opgebouwd.
Juliana schonk grote geldbedragen aan het Nationaal Crisis Comité, waarvan zij ere-voorzitster was. In 1932 schonk zij 60 000 gulden, een jaar later 50 000 gulden en in 1933 150 000 gulden. Juliana zag in 1934 af van de erfenis van haar dat jaar overleden vader omdat de schulden hoger waren dan de baten. Op 1 januari 1937 had haar effectenportefeuille een waarde van zo’n 350 000 gulden.
In januari 1938 werd bij een Grondwetswijziging bepaald dat Juliana jaarlijks een staatsinkomen van 200 000 gulden ontving, zolang zij nog geen koningin was. Haar echtgenoot Bernhard kreeg eenzelfde bedrag. Mocht zij weduwe worden, dan zou zij alleen recht krijgen op het bedrag van haar man zolang zij nog geen koningin zou zijn.
Tijdens de Tweede Wereldoorlog werd in september 1941 haar vermogen in Duits bezet gebied door de Duitse bezetter in beslag genomen. Na de oorlog werd een bedrag van zo’n 450 000 gulden teruggevonden van door de Duitsers in beslag genomen gelden van Juliana en Bernhard. Het overgrote deel werd aan Juliana uitgekeerd.
Bij haar aantreden als koningin in 1948 ontving zij van de Staat der Nederlanden jaarlijks een bedrag van een miljoen gulden, eenzelfde bedrag dat haar moeder sinds 1938 ontving. Dit werd bij wet in 1952 verhoogd tot 1,5 miljoen gulden en in 1961 tot 2,5 miljoen gulden.
Zij was de enige erfgename van haar in 1962 overleden moeder. Drie jaar later werden de pensioenen van gepensioneerd hofpersoneel met 15 % verhoogd dankzij een inkoopsom uit de particuliere fondsen van Juliana. Haar inkomen uit Kroondomein I bedroeg in de jaren 1960-66 750 000 tot 900 000 gulden per jaar. In 1966 bedroegen haar personeelslasten 3,7 miljoen gulden. Dat jaar waren in hofdienst 279 personen, dertien hoffunctionarissen en 266 man overig personeel, waarvan er 46 tot het onderhoudspersoneel behoorden.
In januari 1966 schonk Juliana om niet de Koepel van Fagel aan de Staat der Nederlanden. Dit had als voordeel dat de benodigde ingrijpende restauratie van het voormalige tuinhuis door de staat bekostigd werd, terwijl Juliana het gebruiksrecht behield.
Op 22 februari 1966 werd in een tv-programma over de Oranjes door de Amerikaanse zender NBC beweerd dat Juliana de rijkste vrouw ter wereld zou zijn. Dagblad De Telegraaf schreef op 21 januari 1967 dat Juliana's vermogen meer dan twee miljard gulden zou bedragen. Op 27 februari 1968 daarentegen deelde de accountant van Juliana aan een rijkscommissie mee dat het vermogen van Juliana 'slechts' tachtig miljoen gulden bedroeg. Het overgrote deel was verliesgevend of onrendabel. De effectenportefeuille leverde inkomsten op, de laatste jaren zo’n 1,5 miljoen gulden per jaar. Tot de onroerende goederen behoorden Paleis Soestdijk, Paleis Lange Voorhout, enkele woningen bij Soestdijk en in Den Haag (waaronder het pand Noordeinde 66), Landgoed De Horsten en enkele eigendommen op de Veluwe, doch door hoge functionele kosten teerde Juliana al enkele jaren jaarlijks zo'n 2,5 miljoen gulden in op haar particuliere vermogen. In de periode 1961-1966 zou Juliana meer dan tien miljoen gulden uit privébezit hebben bijgelegd. Zo had Juliana op eigen initiatief de salarissen van haar personeel verhoogd tot het niveau van ambtenaren. Zij moest hierdoor jaarlijks 1,4 miljoen gulden toeleggen.

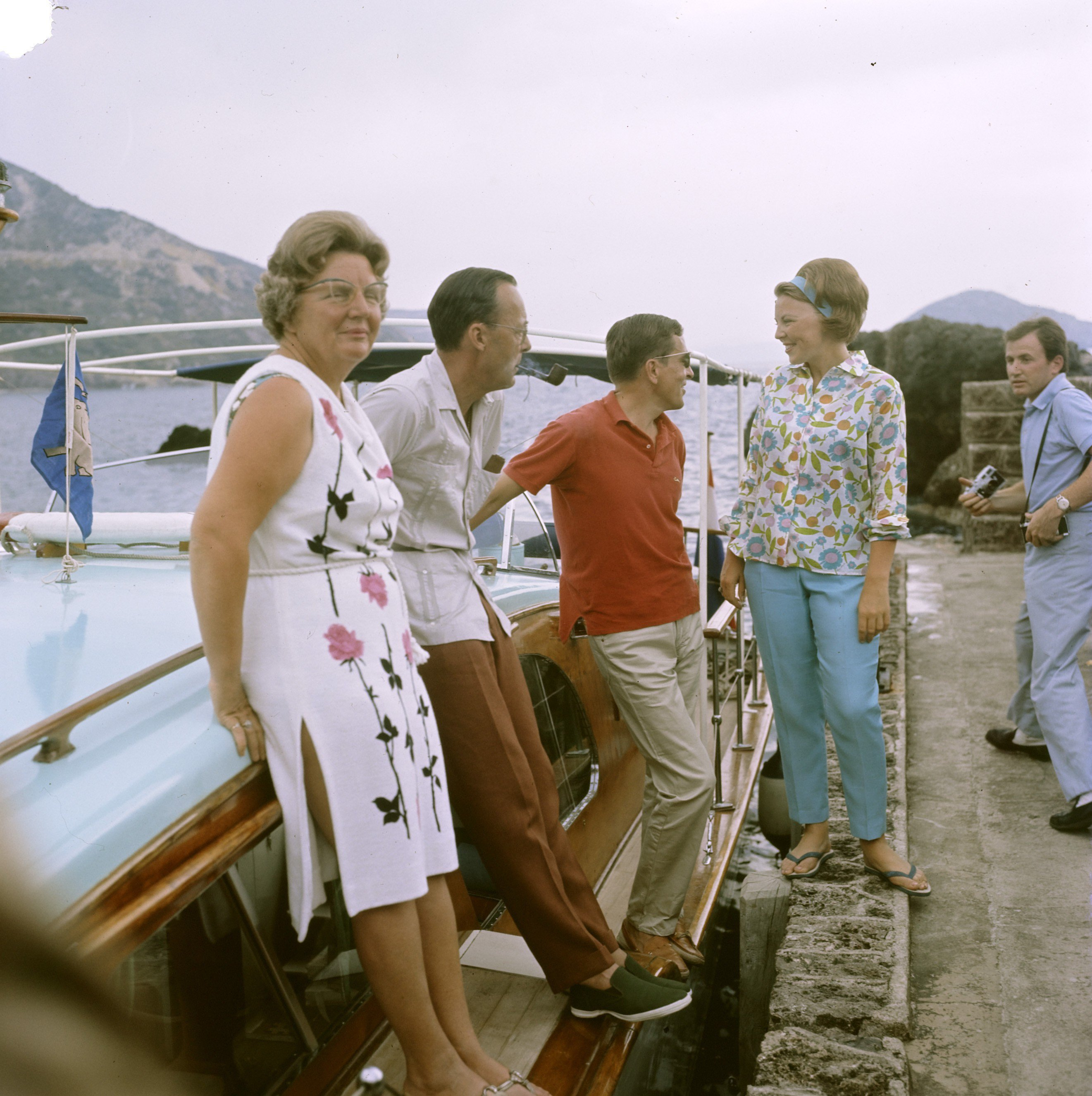
V.l.n.r. koningin Juliana, prins Bernhard, jonkheer Claus von Amsberg en kroonprinses Beatrix in Porto Ercole, 1965.

Op 23 juli 1966 diende het kabinet een wetsvoorstel in om de jaarlijkse toelage aan het staatshoofd te verhogen van 2,5 naar 5,2 miljoen gulden. Volgens het kabinet had Juliana eigenlijk zes miljoen gulden nodig, maar een bedrag van gemiddeld 800 000 gulden zou zij volgens de ministers kunnen betalen uit haar inkomsten van het Kroondomein I. Onder het voorgestelde bedrag bevond zich 450 000 gulden voor onderhoud en personeel van Paleis Soestdijk dat particulier eigendom van Juliana was. De gedachte daarbij was - ten onrechte - dat de bedragen alleen betrekking hadden op het persoonlijk inkomen van Juliana. De voorstellen werden in de Nederlandse media zeer kritisch ontvangen. De media wezen daarbij op de buitenlandse berichtgeving dat Juliana tot een van de rijkste vrouwen ter wereld zou behoren. Uiteindelijk werd een besluit uitgesteld.
In de jaren zestig werden door Juliana enkele stichtingen opgericht die diverse van haar roerende goederen in bezit kregen. De in 1968 opgerichte Stichting Regalia kreeg de insignia van de Kroon (rijksappel, scepter, kroon) en de sieraden van de kroondrager in eigendom. De Stichting Archief kreeg de bronnen die in het Koninklijk Huisarchief bewaard werden. De in 1972 opgerichte Stichting Historische Verzamelingen van het Huis Oranje-Nassau ontving de museale verzamelingen in de paleizen en Koninklijk Huisarchief. In 1992 schonk Juliana het gebouw van het Koninklijk Huisarchief en bibliotheek aan laatstgenoemde stichting. Zij gaf daarbij ook een geldbedrag waarmee in de jaren negentig een aanvang kon worden gemaakt met de restauratie van dit uit eind negentiende eeuw stammende gebouw.
Bij wet van 18 december 1968 kreeg Juliana met terugwerkende kracht vanaf 1966 een jaarlijks bedrag van 4 750 000 gulden voor zichzelf en het hofpersoneel. Bij die van 23 december 1970 vond er een andere verdeling van de gelden plaats en ontving Juliana vanaf 1971 jaarlijks 750 000 gulden voor zichzelf. Bij wet van het Financieel Statuut van 1972 werd de Wet van het Kroondomein van 1963 ingetrokken, waardoor Juliana geen batige saldi uit dit domein meer ontving. Wel behield zij de batige saldi van het Kroondomein 1959, vanaf 1973 ‘Kroondomein’ genoemd, doch zij droeg ook de gevolgen van eventuele negatieve bedrijfsresultaten. De winsten behoorden tot haar belastbare inkomensdeel.
Eind 1970 werd Paleis Soestdijk en bijbehorend domein door Juliana verkocht aan de Staat der Nederlanden voor een bedrag van precies 4,2 miljoen gulden. De reden was dat de jaarlijkse onderhoudskosten te zeer op het eigen vermogen van Juliana zouden drukken. Zij wist daarbij te bewerkstelligen dat zij en haar man tot hun dood om niet in het paleis mochten blijven wonen. Het Stadhouderlijk Hof in Leeuwarden werd door Juliana in 1971 voor een bedrag van 285 000 gulden verkocht aan de gemeente Leeuwarden. In 1983 verkocht zij het pand Noordeinde 66 in Den Haag voor 750 000 gulden aan haar kleinzoon Willem-Alexander. In de jaren tachtig betaalde de Staat der Nederlanden voor de overname van de inboedel van drie paleizen (Het Loo, Noordeinde en Huis ten Bosch) zo'n twintig miljoen gulden aan Juliana. Begin 1990 verkocht zij Paleis Lange Voorhout voor 4,5 miljoen gulden aan de gemeente Den Haag.
Hoeveel vermogen Juliana bij haar overlijden naliet, is niet publiek gemaakt. Volgens het tv-programma Zembla zouden haar drie jongste dochters gezamenlijk zeker 8,8 miljoen euro minder aan erfbelasting hebben hoeven te betalen doordat zij kunstvoorwerpen en meubilair van Juliana aan de Staat der Nederlanden schonken.
Juliana was erg gehecht aan Porto Ercole in Toscane, lange tijd een favoriete plek van de Nederlandse koninklijke familie voor hun zomervakantie.

## Troonsafstand en laatste levensjaren

Akte van abdicatie van koningin Juliana

Op 31 januari 1980, de verjaardag van haar dochter Beatrix, maakte zij tijdens een rechtstreekse televisie-uitzending vanuit Paleis Soestdijk bekend dat zij op 30 april dat jaar, haar 71ste verjaardag, afstand zou doen van de troon ten gunste van haar dochter Beatrix. Op 4 januari had ze minister-president Dries van Agt hierover al ingelicht. Als reden gaf ze aan dat haar krachten aan het afnemen waren. Tevens gaf ze te kennen om na de abdicatie niet langer als koningin, maar als prinses Juliana aangesproken te willen worden.
Na haar troonsafstand verscheen ze nog regelmatig in het openbaar. Een van haar liefhebberijen was het dineren in voortreffelijke restaurants – een favoriet was de Auberge de l'Ill, in Illhaeusern, in de Elzas. Na 1995, toen haar algemene gezondheid begon af te nemen en ze last kreeg van geheugenverlies, werden de verschijningen in het openbaar steeds minder. Op 12 april 1998 brak zij bij het fotograferen in de Keukenhof haar heup.
Juliana's laatste openbare optreden was op 30 mei dat jaar bij het huwelijk van haar kleinzoon prins Maurits. Vooraf was door de Rijksvoorlichtingsdienst bekendgemaakt dat de prinses na de noodzakelijke heupoperatie soms last had van acute verwardheid. Er ontstond enige opschudding over het feit dat zij tijdens het kerkelijk huwelijk van prins Maurits als protestant ter communie ging. De priester die de heilige hostie toediende werd later door kardinaal Ad Simonis ter verantwoording geroepen.
Op 23 februari 1999 werd een communiqué uitgevaardigd met de mededeling dat het haar door haar hoge leeftijd te zwaar viel om nog officieel op te treden.
Op 20 januari 1997 werd zij voor het eerst overgrootmoeder.
In een interview ter gelegenheid van de negentigste verjaardag van prins Bernhard in 2001 zei de prins over zijn vrouw dat ze soms de mensen niet meer herkende: "het geheugen, kan je zeggen, is nul". Ze verliet het terrein van Paleis Soestdijk soms in een busje om een rondrit te maken door de omgeving van Soestdijk. Daarbij werd ze enige jaren voor haar overlijden gefotografeerd door een fotograaf van het roddelblad Weekend. Het bleek de laatste publieke foto van de prinses.
Na de geboorte van prinses Amalia op 7 december 2003 waren er in Nederland voor het eerst in 163 jaar weer vier troongeneraties tegelijkertijd in leven.
Nadat zij door een longontsteking al enige weken het bed had moeten houden, verslechterde haar gezondheidstoestand op 19 maart 2004 aanzienlijk. De volgende ochtend kort voor zes uur overleed zij in haar slaap, een maand voor haar vijfennegentigste verjaardag, in het bijzijn van haar drie oudste kinderen. Juliana overleed op de dag af zeventig jaar na haar grootmoeder koningin-regentes Emma. Conform haar wens werd zij opgebaard in haar voormalige werkkamer aan de achterzijde van Paleis Soestdijk. Haar tweede achterkleinzoon, Claus-Casimir, werd daags na haar overlijden geboren.
Juliana was sinds 20 december 1993 de langstlevende Oranje ooit. Eind 2004 eindigde ze op nummer 14 in de verkiezing van De grootste Nederlander.

## Uitvaart en bijzetting

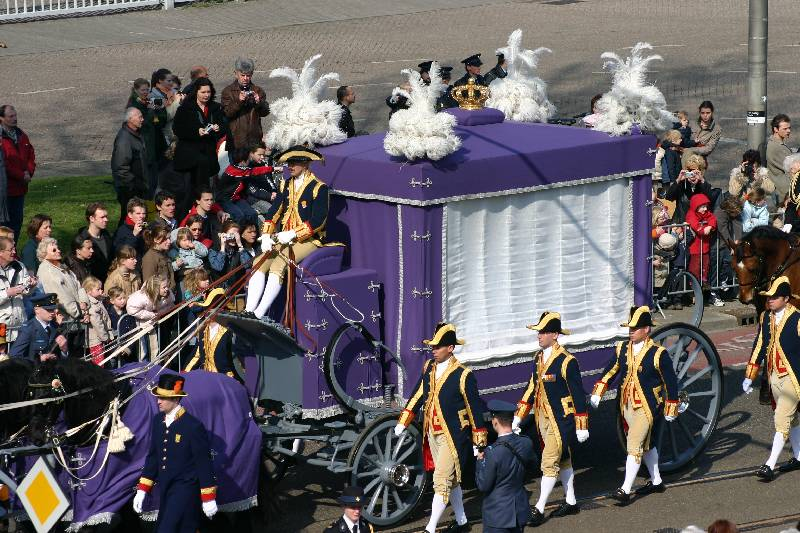
De rouwkoets met de kist van koningin Juliana in 2004, op weg naar de Nieuwe Kerk in Delft.

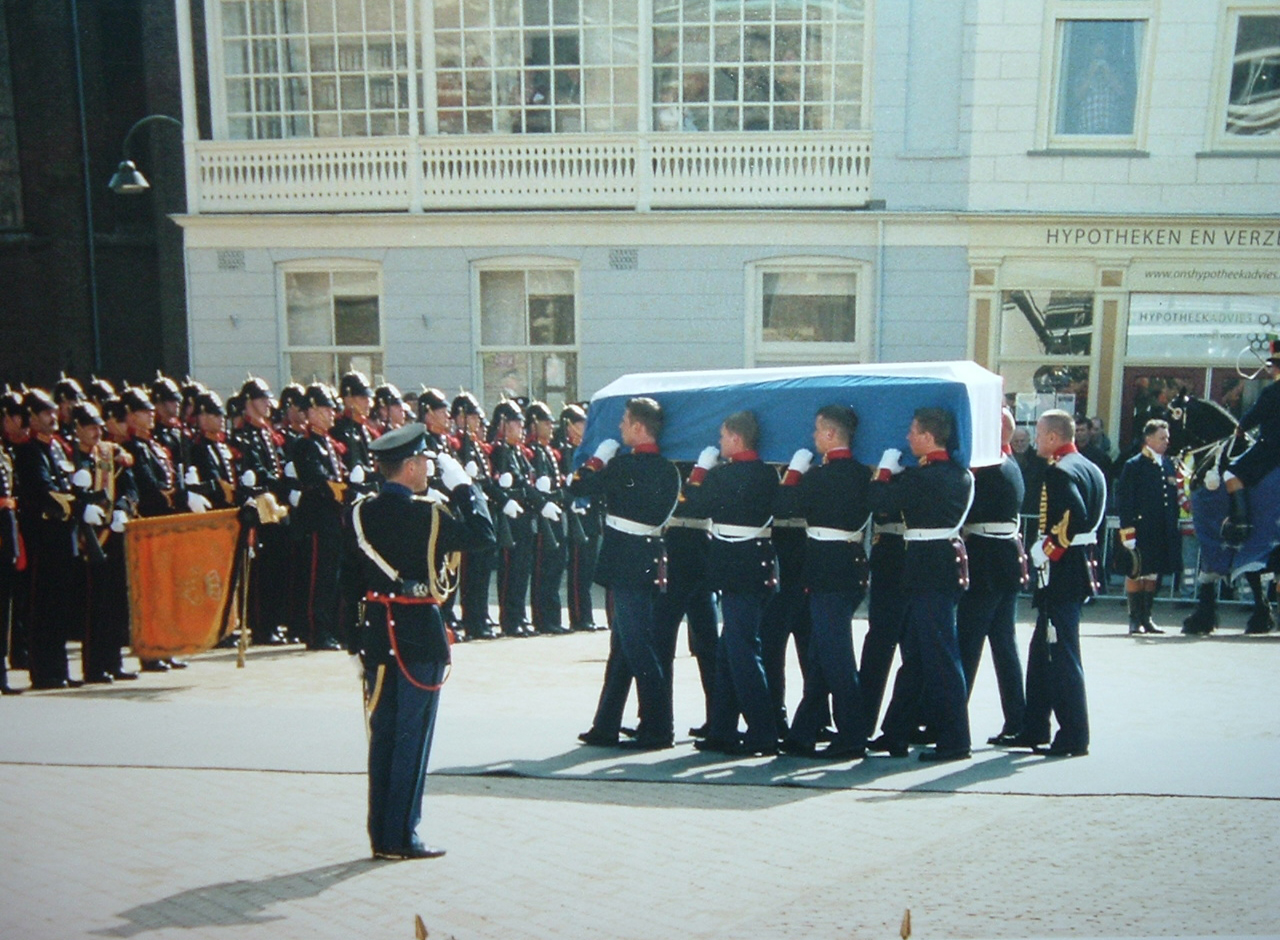
Uitvaart van koningin Juliana in Delft.

Van 25 tot 28 maart was er voor belangstellenden gelegenheid om van Juliana afscheid te nemen. Bijna 50.000 mensen defileerden langs haar kist. De bijzetting vond plaats op 30 maart 2004 in de grafkelder van Oranje-Nassau in de Nieuwe Kerk in Delft. Negenduizend militairen liepen mee of stonden langs de veertien kilometer lange route tussen Paleis Noordeinde en de Nieuwe Kerk in Delft. Op uitdrukkelijk verzoek van Juliana werd de dienst niet door een man geleid. Naar haar wens was gekozen voor de remonstrantse dominee Welmet Hudig-Semeijns de Vries van Doesburgh, bij leven haar gezelschapsdame op het gebied van theologie. Prinses Christina zong op Juliana's verzoek het lied It's a gift to be simple. Onder de klanken van Morgenstimmung van Edvard Grieg daalde de kist met het stoffelijk overschot de trappen af naar de laatste rustplaats.
Vanaf de bijzetting wordt Juliana officieel weer betiteld als 'Koningin Juliana'.
Leo Vroman dichtte na het vernemen van het overlijden:
Verheven
Wie zich nooit verhief,

zo had men heel Haar leven lief,

en nu, niet achter wolk

en gouden poort

maar in de harten van het volk

leeft zij voort.

O te kunnen heersen zonder macht,

als wering voor wie zich niet kon verweren,

zo vorstelijk menselijk, zo zacht,

kon ik dat zelf maar leren!
Juliana voerde tijdens haar regeerperiode de volgende aan het koningschap verbonden titels:
- Hertogin van Mecklenburg
- Markiezin van Veere
- Markiezin van Vlissingen
- Gravin van Katzenelnbogen, Vianden, Dietz, Spiegelberg, Buren, Leerdam en Culemborg
- Burggravin van Antwerpen
- Barones van Breda, Diest, Beilstein, de stad Grave, het land van Cuijck, IJsselstein, Cranendonck, Eindhoven, Liesveld, Herstal, Warneton, Arlay en Nozeroy
- Vrijvrouwe van Ameland
- Vrouwe van Borculo, Bredevoort, Lichtenvoorde, Loo, Geertruidenberg, Klundert, Zevenbergen, Hooge en Lage Zwaluwe, Naaldwijk, Polanen, Sint-Maartensdijk, Soest, Baarn, Ter Eem, Willemstad, Steenbergen, Montfort, Sankt Vith, Bütgenbach, Dasburg, Turnhout en Besançon.

Bij restaurantreserveringen heeft Juliana Van Buren als schuilnaam gebruikt.

## Onderscheidingen
Als prinses en als regerend koningin werd Juliana vele malen gedecoreerd. Zie daarvoor de
- Lijst van onderscheidingen van koningin Juliana der Nederlanden